# Giáo phận Rôma
Giáo phận Roma (tiếng Latinh: Dioecesis Urbis seu Romana; tiếng Ý: Diocesi di Roma) là một giáo phận Công giáo tại Italia và Thành Vatican, thuộc quyền tài phán trực tiếp của Giáo hoàng, là Giám mục Roma và là Thượng giáo tông của Giáo hội Công giáo hoàn vũ. Ngai tòa của Giám mục Roma đặt tại Tổng lãnh vương cung thánh đường Thánh Ioannes tại Laterano, thành phố Roma.
Theo truyền thống của Giáo hội Công giáo, vị giám mục chính tòa đầu tiên của giáo phận Roma là Thánh Petrus Tông đồ, tựu nhiệm vào thế kỷ 1 CN. Giám mục Roma đương nhiệm là Giáo hoàng Lêô XIV, kể từ tháng 05 năm 2025.
Về phương diện lịch sử, từng có nhiều người gốc Roma hoặc gốc Italia nói chung làm giám mục Roma. Tuy nhiên kể từ đầu thế kỷ 20 cho đến nay, chỉ có một người gốc Roma làm giám mục Roma là Giáo hoàng Pius XII (ở ngôi từ năm 1939 đến năm 1958). Bên cạnh đó, cũng có nhiều vị giám mục Roma không xuất thân từ đất Italia, trong số đó là người giữ chức vụ này đầu tiên – Thánh Petrus Tông đồ. Trong thời sơ khai đã có ba giáo hoàng tới từ châu Phi. Hai giáo hoàng gần đây nhất tới từ châu Mỹ.
Giáo phận Roma là giáo phận đô thành của giáo tỉnh Roma và là tòa giáo trưởng của nước Italia. Vị giáo trưởng nước Italia luôn là một vị giáo hoàng, và ông nắm quyền ưu tiên về mặt danh dự so với các giám mục nước Italia và nắm quyền tối thượng về mặt thẩm quyền đối với tất cả các tòa giám mục theo truyền thống của Giáo hội Công giáo.

## Tước hiệu
Giáo hoàng là giám mục của giáo phận Roma. Một số tước hiệu của Giáo hoàng bắt nguồn từ chức vụ chủ chăn của giáo phận Roma. Trong số các tước hiệu trên, những tước hiệu dành cho Giáo hoàng được liệt kê cách chính thức trong Niên giám Tòa Thánh là:
- Giám mục Roma[3]
- Người kế vị Thủ lãnh các Tông đồ
- Giáo trưởng nước Italia
- Tổng giám mục Trưởng Giáo tỉnh Roma

Cụm từ "giáo hoàng" không xuất hiện trong danh sách các tước hiệu chính thức của giáo hoàng, tuy vậy tước hiệu trên lại được sử dụng rất phổ biến.

### Giáo hạt Thành Vatican

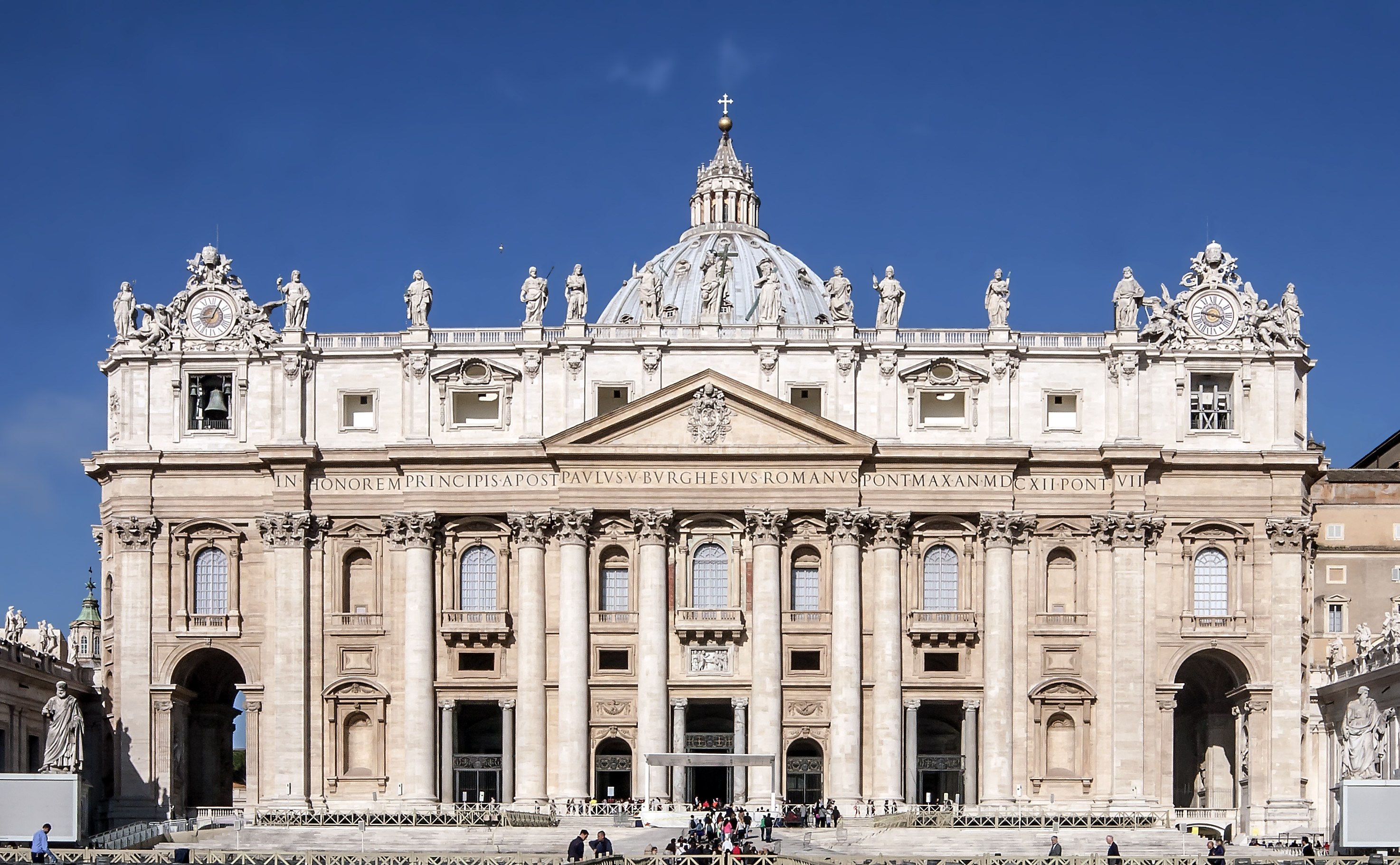
Vương cung thánh đường Thánh Petrus

### Giáo hạt Roma

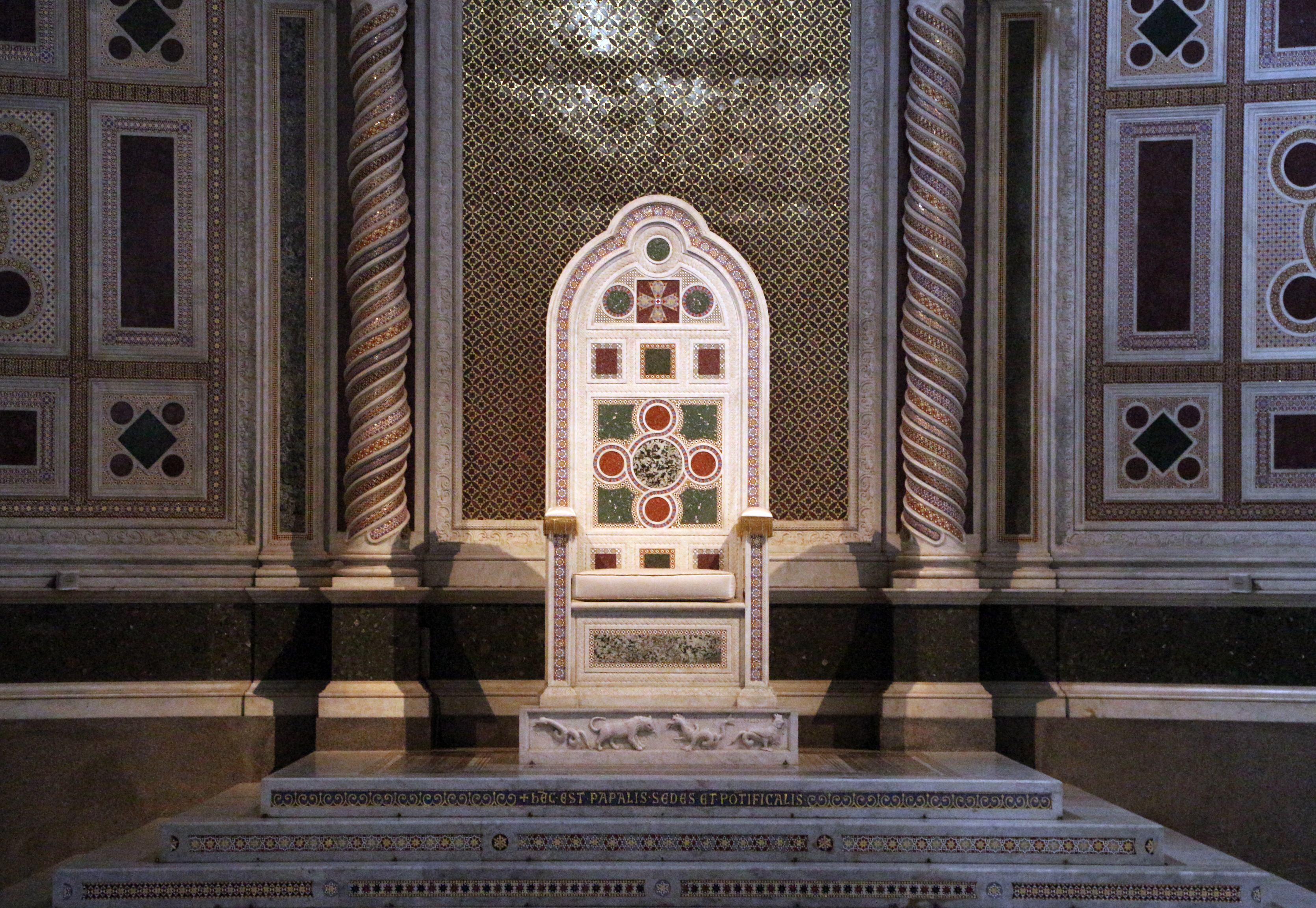
Ngai tòa của Giáo hoàng tại Tổng lãnh vương cung thánh đường Thánh Ioannes tại Laterano

## Lịch sử